# Пропорциональность
Пропорциональными называются две взаимно зависимые величины, если отношение их значений остаётся неизменным.
Равенство между отношениями двух или нескольких пар чисел или величин в математике называется пропорцией.
Для обозначения пропорциональных величин используется символ {\displaystyle \sim } (Юникод: U+223C ∼ tilde operator) подобно тому как используется знак равенства. Например, 
{\displaystyle A\sim B}
означает, что величина {\displaystyle A/B} постоянна. В англоязычной литературе обычно используется знак {\displaystyle \propto } (Юникод: U+221D ∝ proportional to):
{\displaystyle A\propto B.}

## Пример
Масса керосина пропорциональна его объёму: 2 л керосина имеют массу 1,6 кг, 5 л имеют массу 4 кг, 7 л имеют массу 5,6 кг. Отношение массы к объёму при одинаковых условиях всегда будет равно плотности:
{\displaystyle 1{,}6:2=4:5=5{,}6:7=0{,}8.}

## Коэффициент пропорциональности
Неизменное отношение пропорциональных величин называется коэффициентом пропорциональности. Коэффициент пропорциональности показывает, сколько единиц одной величины приходится на единицу другой.

## Прямо пропорциональные величины
Две величины называются прямо пропорциональными, если при увеличении (уменьшении) одной из них в несколько раз, другая увеличивается (уменьшается) во столько же раз.
Пример: такие величины, как скорость объекта и пройденное им расстояние являются прямо пропорциональными.
Прямая пропорциональность задаётся формулой: {\displaystyle y={k}\cdot {x}}, где {\displaystyle k>0}.

## Обратная пропорциональность

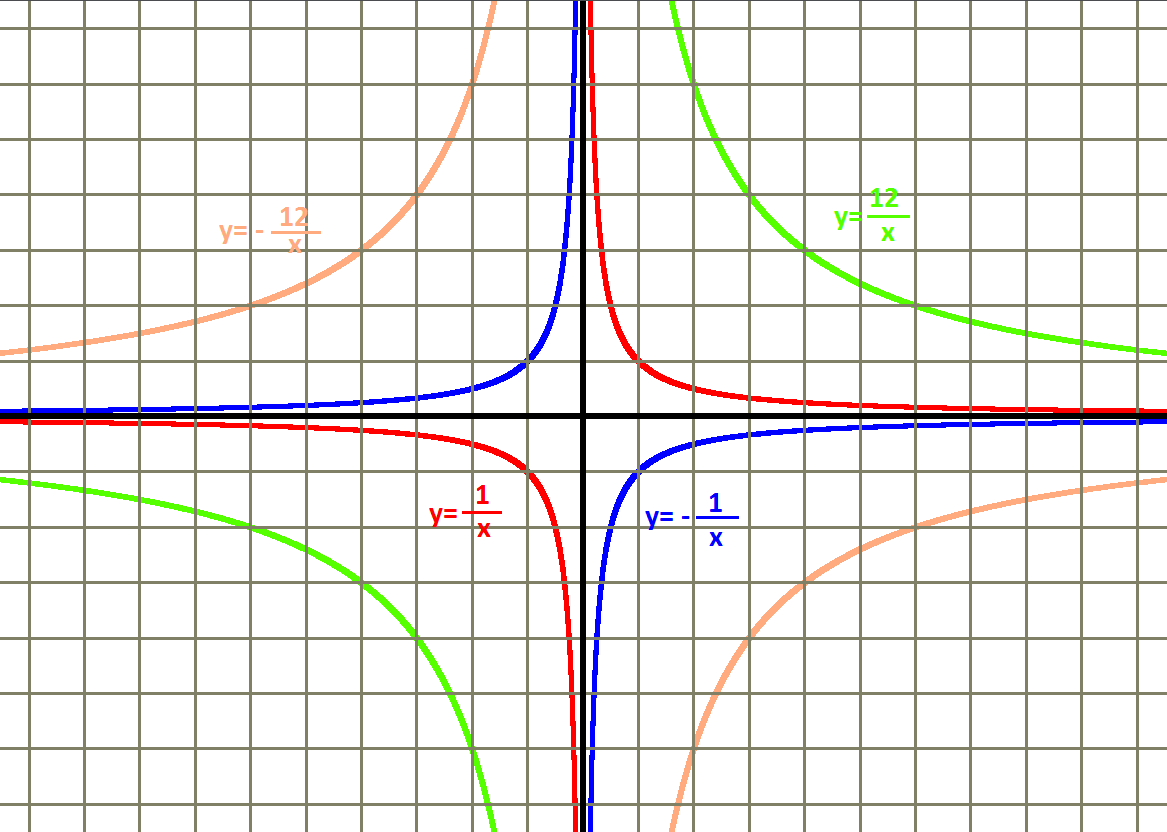
Графики нескольких функций: ; ; ;

Обра́тная пропорциона́льность — это функциональная зависимость, при которой увеличение независимой величины (аргумента) вызывает пропорциональное уменьшение зависимой величины (функции).
{\displaystyle y={\frac {k}{x}},\quad x\neq 0,\ k>0.}
Свойства функции:
- Область определения {\displaystyle D(y)=(-\infty ;0)\cup (0;+\infty ).}
- Область значений {\displaystyle E(y)=(-\infty ;0)\cup (0;+\infty ).}
- Функция нечётна, так как {\displaystyle f(-x)={\frac {k}{-x}}=-{\frac {k}{x}}=-f(x).}
- Функция убывает на каждом из множеств {\displaystyle (-\infty ;0)} и {\displaystyle (0;+\infty )} по отдельности для {\displaystyle k>0} и возрастает на каждом из них по отдельности при {\displaystyle k<0.}
- Графиком обратной пропорциональности является равнобочная гипербола с эксцентриситетом {\displaystyle {\sqrt {2}}.}